# Спенсер, Джим
Джим Спе́нсер (англ. Jim Spencer) — канадский кёрлингист.
В составе мужской сборной Канады участник и бронзовый призёр чемпионата мира 1981. Чемпион Канады среди мужчин (1981).
Играл в основном на позиции третьего.

## Достижения
- Чемпионат мира по кёрлингу среди мужчин: бронза (1981).
- Чемпионат Канады по кёрлингу среди мужчин: золото (1981), бронза (1998).
- Команда «всех звёзд» (англ. All-Stars Team) на мужском чемпионате Канады: 1998[4].

## Команды
| Сезон   | Четвёртый      | Третий         | Второй            | Первый        | Запасной     | Турниры             |
| ------- | -------------- | -------------- | ----------------- | ------------- | ------------ | ------------------- |
| 1980—81 | Керри Бартник  | Марк Олсон     | Джим Спенсер      | Рон Каммерлок |              | ЧК 1981 · ЧМ 1981   |
| 1987—88 | Керри Бартник  | Джим Спенсер   | Рон Каммерлок     | Don Harvey    | Джефф Райан  | ЧК 1988 (4 место)   |
| 1994—95 | James Kirkness | Джим Спенсер   | Стив Гулд         | Рон Каммерлок |              |                     |
| 1996—97 | John Bubbs     | Марк Олсон     | Джим Спенсер      | Рон Каммерлок |              |                     |
| 1997—98 | Dale Duguid    | James Kirkness | Джим Спенсер      | Даг Армстронг | Барри Фрай   | ЧК 1998             |
| 1998—99 | James Kirkness | Дэн Кэри       | Джим Спенсер      | Рон Каммерлок |              |                     |
| 1999—00 | Pat Spiring    | Кен Тресур     | Джим Спенсер      | Scott Grant   |              |                     |
| 2001—02 | Джефф Стоутон  | Джон Мид       | Гарри Ванденберге | Даг Армстронг | Джим Спенсер | КООК 2001 (6 место) |
| 2002—03 | Джефф Стоутон  | Джон Мид       | Гарри Ванденберге | Джим Спенсер  |              |                     |

(скипы выделены полужирным шрифтом)

## Частная жизнь
Женат на кёрлингистке Барб Спенсер (англ. Barb Spencer).